# Trigonosaurus pricei
Il trigonosauro (Trigonosaurus pricei) è un dinosauro erbivoro appartenente ai sauropodi. Visse nel Cretaceo superiore (Campaniano/Maastrichtiano, circa 72 milioni di anni fa) e i suoi resti fossili sono stati ritrovati in Sudamerica (Brasile). Per lungo tempo questo animale è stato conosciuto informalmente sotto il nome di "Peirópolis titanosaur".

## Classificazione
Questo dinosauro è noto per un esemplare incompleto, che consiste in gran parte della colonna vertebrale fossilizzata (vertebre cervicali, dorsali, sacrali) più un ilio sinistro. Alla stessa specie sono state riferite anche numerose vertebre caudali ritrovate nel medesimo sito. Scoperto alla fine degli anni '90, questo dinosauro è stato più volte menzionato anche in articoli scientifici, con tanto di classificazione, sotto il nome informale di "Peirópolis titanosaur", ed è stato descritto solo nel 2005 (Campos et al.). Gli studiosi ritengono che Trigonosaurus sia stato un tipico rappresentante dei titanosauri, un gruppo di dinosauri sauropodi molto comuni nel Cretaceo, particolarmente diffusi nei continenti meridionali. Alcune caratteristiche lo distinguono dagli altri membri del gruppo, come le vertebre cervicali piuttosto allungate e le vertebre dorsali fornite di processi traversi ben sviluppati. Altre caratteristiche della colonna vertebrale lo avvicinerebbero a titanosauri evoluti come Opisthocoelicaudia e Alamosaurus. Nello stesso giacimento sono stati ritrovati i resti di un altro titanosauro, Baurutitan britoi.